# 레이디데블몬

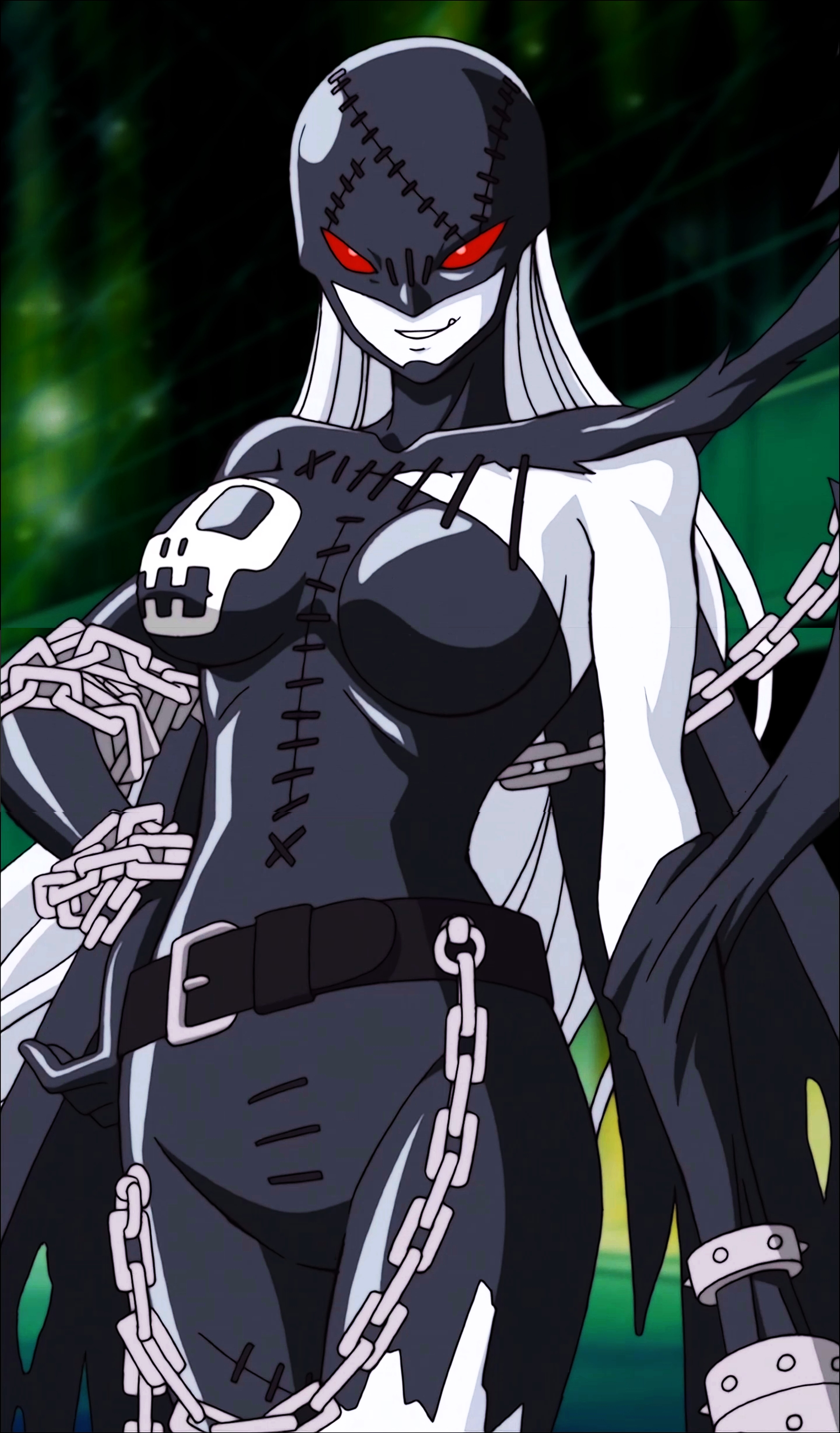
레이디데블몬

《레이디데블몬》은 디지털 몬스터 시리즈에 등장하는 가공의 생명체(디지몬)다. 완전체 타천사형 디지몬으로 강력한 어둠의 힘, 아름다운 외형과 요염한 태도, 그리고 엔젤우몬과의 라이벌 관계로 유명하다. 원판 이름은 레이디데비몬 (LadyDevimon, レディーデビモン). 성우는 나가노 아이 / 정미숙. 

## 개요
매혹적이고 우아한 귀부인의 모습을 한 타락천사 디지몬. 견줄 상대가 없을 정도로 고순도인 어둠의 힘을 지니고 있기에 개인의 단말기로 기른 사례가 거의 전무하다. 뱀파이어로써 재생과 부활 능력도 보유하고 있다.
다리 아래까지 내려오는 긴 은발, 붉은 눈, 그리고 아군마저 현혹시키는 냉혹한 웃음을 지니고 있다. 검은 가죽재질의 바디슈트는 호리호리하면서도 관능적인 몸매를 자랑하려는 듯 여기저기 찢겨져 있어 창백한 순백의 피부를 노출시킨다. 찢어진 옷감은 스스로의 의지를 가지고 움직이는 사역마들이 빙의하고 있다. 몸 이곳저곳에 사슬이 감겨있으며 박쥐같은 검은 가죽날개와 붉은 갈고리 손톱을 가지고 있다. '요염한 매력으로 상대를 유혹하는 달콤하고도 위험한 꽃'이라고도 불린다.

## 필살기
- 『암흑파』: 지옥불에 휩싸인 박쥐의 형상을 한 사역마들을 무수히 소환하여 적을 집어삼킨다.
- 『악마의 날개』: 마법진, 숨결, 또는 키스로 적을 타락시킨다. 상대가 지닌 힘을 어둠의 힘과 상전이 하여 적을 내부에서 없애 버리는 기술이기에 상대의 힘이 클수록 완전해진다.
- 『마녀의 창』: 왼손을 어둠의 창으로 변화시켜 공격한다.
- 『스턴 윕』: 암흑속성의 전격으로 휩싸인 채찍을 소환한다.

## 작중 등장

### 디지털 몬스터 Ver.S ~디지몬 테이머즈~
해커 집단 『크랙 팀』 여 보스의 파트너 디지몬, 그리고 게임 전체의 최종 보스로써 등장한다. 이 시점에선 최강의 디지몬이며, Ver.S가 시리즈 중 처음으로 스토리를 가지는 작품이기에 디지몬 시리즈 전체의 첫 최종 보스이기도 하다.

### 디지몬 어드벤처
피에몬이 이끄는 악몽 군단의 2인자로 등장하며 송곳산 정상에서 선택받은 아이들을 맞는다. 고혹스러운 자태로 아이들을 도발하며 등장하여 나리와 소라에게 강렬한 질투심과 적대감을 유발한다. 바로 주인공측 디지몬들의 총공격을 받지만 같은 완전체 3체 (엔젤우몬, 안드로몬, 아트라캅테리몬), 성숙기 2체 (엔젤몬, 버드라몬), 성장기 1체(아구몬) ,총 6명의 적을 동시에 상대하며 압도하는 강함을 보여준다. 필살기인 암흑파로 선택받은 디지몬들을 한꺼번에 제압하며, 안드로몬, 캅테리몬과 버드라몬의 필살기를 우아한 손짓만으로 간단히 막아내고 엔젤몬의 공격도 쉽게 피해낸다. 그리고 같은 완전체 여성형 디지몬인 라이벌 엔젤우몬을 상대하기 시작한다.
엔젤우몬은 성스로운 백신형 디지몬으로써 레이디데블몬에게 상성상 우위를 가져야 하지만 오히려 레이디데블몬이 교활함과 우월한 실력으로 엔젤우몬을 압도한다. 레이디데블몬은 전투 내내 엔젤우몬을 조롱하고 비웃으며 도발당해 달려드는 엔젤우몬을 시종일관 여유부리며 상대한다. 서로 필살기를 사용하는 원거리전에선 엔젤우몬은 레이디데블몬의 필살기인 '암흑파'를 저항하는데 힘겨워하는 모습을 보이는 반면, 레이디데블몬은 엔젤우몬의 '천국의 화살'을 웃으며 손쉽게 피해낸다. 그리고 육탄전에서도 마찬가지로 레이디데블몬이 어퍼컷, 드롭킥, 배빵, 해머던지기, 돌려차기등의 현란한 기술로 엔젤우몬을 유린한다.
결국 암흑파를 정면에서 받아내는 도중 무방비해진 엔젤우몬의 뒤를 잡는다. 하지만 레이디데블몬도 숙명의 라이벌과 대결하는 상황에서 벌써 이렇게 엔젤우몬을 해치우긴 아쉬웠는지 필살기나 결정타를 날리는대신 엔젤우몬의 머리채를 잡아 제압해 가지고 논다. 보다 못한 캅테리몬이 아트라캅테리몬으로 진화하여 엔젤우몬을 구해준다. 하지만 엔젤우몬은 라이벌인 레이디데블몬과의 여자의 자존심을 건 승부에서 남자의 도움을 받았다는게 치욕스러워서인지 도리어 아트라캅테리몬에게 신경질을 내며 화풀이를 한다. 그리고 엔젤우몬은 아트라캅테리몬을 발판삼아 다시 레이디데블몬에게 날아가 싸대기를 날린다. 이에 레이디데블몬도 질 수 없다는 듯이 엔젤우몬의 뺨을 때리고 둘의 싸움은 싸대기 대결로 번진다.
처절한 캣파이트 끝에 결국 레이디데블몬이 강력한 돌려차기 한방으로 엔젤우몬을 쓰러트려 승리한다. 레이디데블몬의 하이킥에 직격당한 엔젤우몬은 하늘에서 수직낙하해 지면을 강타하고, 레이디데블몬의 발차기가 얼마나 강력했는지 충돌구에 버섯 구름까지 발생한다. 레이디데블몬은 나가떨어진 엔젤우몬을 끝장낼 준비를 한다. 하지만 마지막 순간에 아트라캅테리몬이 다시 엔젤우몬의 목숨을 구해주고 결국 합동 공격에 쓰러진다.

### 파워 디지몬
마왕몬 군단의 일원으로 재등장한다. 레이디데블몬에게 복수하러 온 엔젤우몬에게 자신도 기다리고 있었다면서 재대결을 개시한다. 엔젤우몬과 같이 온 아큐라몬을 한방에 쓰러트리고 이번에도 엔젤우몬과 서로 머리채를 잡고 싸대기를 때리는 캣파이트를 벌인다. 이어지는 힘싸움 중 엔젤우몬의 양팔을 꺾어 뒤틀어 다시 한 번 레이디데블몬이 엔젤우몬을 상대로 승리한다.
다음 날도 선택받은 아이들과 싸우지만 이번엔 엔젤우몬이 힘을 전부 소진해버려 혼자 레이디데블몬을 상대하지 못 한다. 엔젤우몬은결국 자존심을 삼키며 도움을 구해 아큐라몬과 합체진화한 실피드몬으로써 레이디데블몬을 상대한다. 둘은 도시 위 상공에서 충돌하며도시 위 상공에서 수 시간에 거친 장렬한 도그파이트를 벌인다.
결국 레이디데블몬의 암흑파와 실피드몬의 파동포가 정면충돌하며, 이 대결에서 레이디데블몬이 실피드몬을 격추시키며 치열한 공중전에서 승리한다. 그 후 땅에 떨어진 실피드몬을 따라 지상으로 내려와 지나가던 시민을 인질로 잡으면서까지 패배한 실피드몬을 농락한다. 추락한 실피드몬은 구경꾼들에게 코스프레를 한 멋진 누나 취급을 받지만 이들도 레이디데블몬이 고혹적인 웃음을 지으며 따라 내려오자마자 바로 이 누나 (레이디데블몬) 쪽이 더 끝내준다며 얼굴을 붉힌다.

### 디지몬 테이머즈
이번엔 선역으로 등장. 레오몬의 몸을 빌어 오로치몬을 한방에 쓰러트린다.

### 디지몬 사이버 슬루스 시리즈
다시 한번 선역으로 등장한다. 이번엔 라이벌인 엔젤우몬과 연인같은 모습으로 묘사되며 둘이 합체한 마스테몬으로써 참전한다.

### 디지몬 리얼라이즈
이번 역시 선역으로 등장. 엔젤우몬과 케이크를 두고 대결하는 걸로 등장하지만 결국 화해한다. 루체몬과 밀레니엄몬이 디지몬 세계의 존망을 위협하자 협력하기 시작하고 결국 엔젤우몬과 마스테몬으로 합체진화해 디지몬 세계를 구한다.

## 진화 과정
플롯트몬 → 블랙가트몬 → 레이디데블몬 → 리리스몬
1. ↑  “레이디데블몬 | 디지몬 도감”. 2024년 1월 13일에 확인함.
2. ↑  “디지몬 크로스워즈 33화: 등골 오싹오싹! 월광장권의 뱀파이어 랜드”. 2024년 1월 13일에 확인함.
3. ↑  “디지몬 카드: DM02-067 - Wikimon - The #1 Digimon wiki”. 2024년 1월 13일에 확인함.
4. ↑  “디지몬 카드 St-365 - Wikimon - The #1 Digimon wiki”. 2024년 1월 13일에 확인함.
5. ↑  “디지털 몬스터 Ver.S ~디지몬 테이머즈~”. 2005년 9월 7일. 2005년 9월 7일에 원본 문서에서 보존된 문서. 2024년 1월 13일에 확인함.
6. 1 2 3 4  “디지몬 어드벤처 50화: 여자의 싸움! 레이디데블몬”. 2024년 1월 13일에 확인함.
7. ↑  “파워 디지몬 43화: 마왕몬 군단의 습격” (일본어). 2024년 1월 13일에 확인함.
8. 1 2  “파워 디지몬 44화: 암흑 디지몬과의 사투” (일본어). 2024년 1월 13일에 확인함.
9. ↑  “디지몬 테이머즈 31화: 위기 속의 우정! 내 친구 가드로몬!”. 2024년 1월 13일에 확인함.
10. ↑  “Re:Digitize Decode's Mirei, Rina Appear in Digimonstory Cybersleuth Game” (영어). 2024년 1월 12일. 2024년 1월 13일에 확인함.
11. ↑  “디지몬 리얼라이즈: DFQ 흑백의 이중주”.